# Peio Agirreoa
Peio Agirreoa Longarte (Ondarroa, 22 dicembre 1954) è un ex calciatore spagnolo, di ruolo portiere.

## Carriera
Cresciuto nella cantera dell'Athletic Bilbao, debutta con la prima squadra nella Liga il 13 maggio 1979 nella partita Atlético Madrid-Athletic (4-0).
Disputa tre campionati con i rojiblancos, dopodiché scende nella Segunda División, per concludere la carriera con l'Alavés nel 1992.